# 吉村実
吉村 実（よしむら みのる、1945年（昭和20年）1月1日 - ）は、日本のフィールドホッケー選手。1968年メキシコシティーオリンピックで男子トーナメントに出場した。